# ビルギル・アルマンソン
ビルギル・アウルマンッソン（アイスランド語: Birgir Ármannsson、1968年6月12日 - ）は、アイスランドの政治家。